# Bertiera adamsii
Bertiera adamsii är en måreväxtart som först beskrevs av Frank Nigel Hepper, och fick sitt nu gällande namn av Nicolas Hallé. Bertiera adamsii ingår i släktet Bertiera och familjen måreväxter. Inga underarter finns listade i Catalogue of Life.